# Smicropus ops
Smicropus ops là một loài bướm đêm trong họ Geometridae.